# Kepler-36
Kepler-36 – układ planetarny położony w gwiazdozbiorze Łabędzia, odkryty w ramach misji Kepler. Składa się z przynajmniej dwóch planet orbitujących wokół żółtego karła podobnego do Słońca, ale znacznie starszego.

## Gwiazda
Kepler-36a, gwiazda układu planetarnego, ma masę zbliżoną do masy Słońca, ale jest nieco gorętsza i ma mniejszą metaliczność. Oznacza to, że jest ona znacznie starsza od Słońca i powoli rozszerza się ewoluując do postaci olbrzyma. Jej średnica jest o około 60% większa od średnicy Słońca, a gęstość wynosi około 25% gęstości Słońca. Gwiazda znajduje się około 1200 lat świetlnych od Ziemi.

## Układ planetarny
Obecnie (2013) znane są dwie planety orbitujące wokół gwiazdy Kepler-36a. Kepler-36b jest superziemią o masie cztery i pół raza większej od masy Ziemi i średnicy wynoszącej 1,5 średnicy Ziemi. Kepler-36c jest ponad osiem razy cięższy od Ziemi, a jego średnica wynosi około 3,7 średnicy Ziemi, może być gazowym olbrzymem (z powodu bliskości do jego słońca nazywanym też gorącym jowiszem) lub planetą oceaniczną.
Obydwie planety orbitują wokół swojego słońca w tej samem płaszczyźnie. Planeta wewnętrzna, Kepler-36b, znajduje się 17 milionów kilometrów od swojego słońca, a jej okres orbitalny wynosi 14 dni. Zewnętrzna planeta, Kepler-36c, porusza się w odległości 19,3 milionów kilometrów od słońca z okresem orbitalnym wynoszącym 16 dni.
Tak duże zróżnicowanie typów planet powstałych tak blisko siebie stoi w sprzeczności ze znanymi teoriami na temat powstawania planet. Według powszechnie przyjmowanych teorii bliżej słońca powstają zazwyczaj cięższe, kamieniste planety, a znacznie dalej od niego powstają planety gazowe. Odkrycie gorącego jowisza znajdującego się tylko o 10% dalej od słońca niż znajdująca się w tym samym układzie superziemia jest zaskakujące z punktu widzenia teorii powstawania planet, ale może być wytłumaczone zjawiskiem migracji planetarnej.
Co około 97 dni dochodzi do koniunkcji (maksymalnego zbliżenia) planet, znajdują się one wówczas bliżej siebie niż pięciokrotna odległość Księżyca od Ziemi.